# Сальветти, Гвидо
Гвидо Сальветти (итал. Guido Salvetti; род. 7 октября 1940, Варезе) — итальянский музыковед.
Окончил Миланский университет со специализацией по литературе и философии и Миланскую консерваторию по классу фортепиано Пьетро Монтани, затем совершенствовался как пианист в Академии Киджи под руководством Гвидо Агости.
Преподавал литературу, философию и историю в итальянских лицеях, в 1964—1982 гг. преподавал фортепиано и историю музыки в музыкальном лицее в Варезе. В 1976—2004 гг. профессор истории музыки в Миланской консерватории, в 1996—2004 гг. её директор. В 2006 году был избран президентом Итальянского музыковедческого общества. Выступал как автор просветительских программ о музыке на итальянском и швейцарском телевидении.
Опубликовал монографию об итальянской музыке «Рождение XX века» (итал. La nascita del Novecento; 1977, переиздания 1991, 2013, испанский перевод 1986) и исследование о сонатах для виолончели и фортепиано Иоганнеса Брамса (итал. Le Sonate per violoncello e pianoforte di Johannes Brahms. Contesto, analisi, interpretazione; 2005), подготовил научное издание либретто к опере Джузеппе Верди «Бал-маскарад» (1973), автор множества статей об итальянских композиторах в диапазоне от Луиджи Боккерини до Джорджо Федерико Гедини.